# Kalinowa (Błaszki)
Kalinowa ist ein Dorf der Gmina Błaszki innerhalb des Powiat Sieradzki, Woiwodschaft Łódź, im zentralen Polen. Es liegt ungefähr 6 km nordöstlich von Błaszki, 21 km von Sieradz und 69 km westlich der regionalen Hauptstadt Łódź.

## Geschichte und Denkmäler

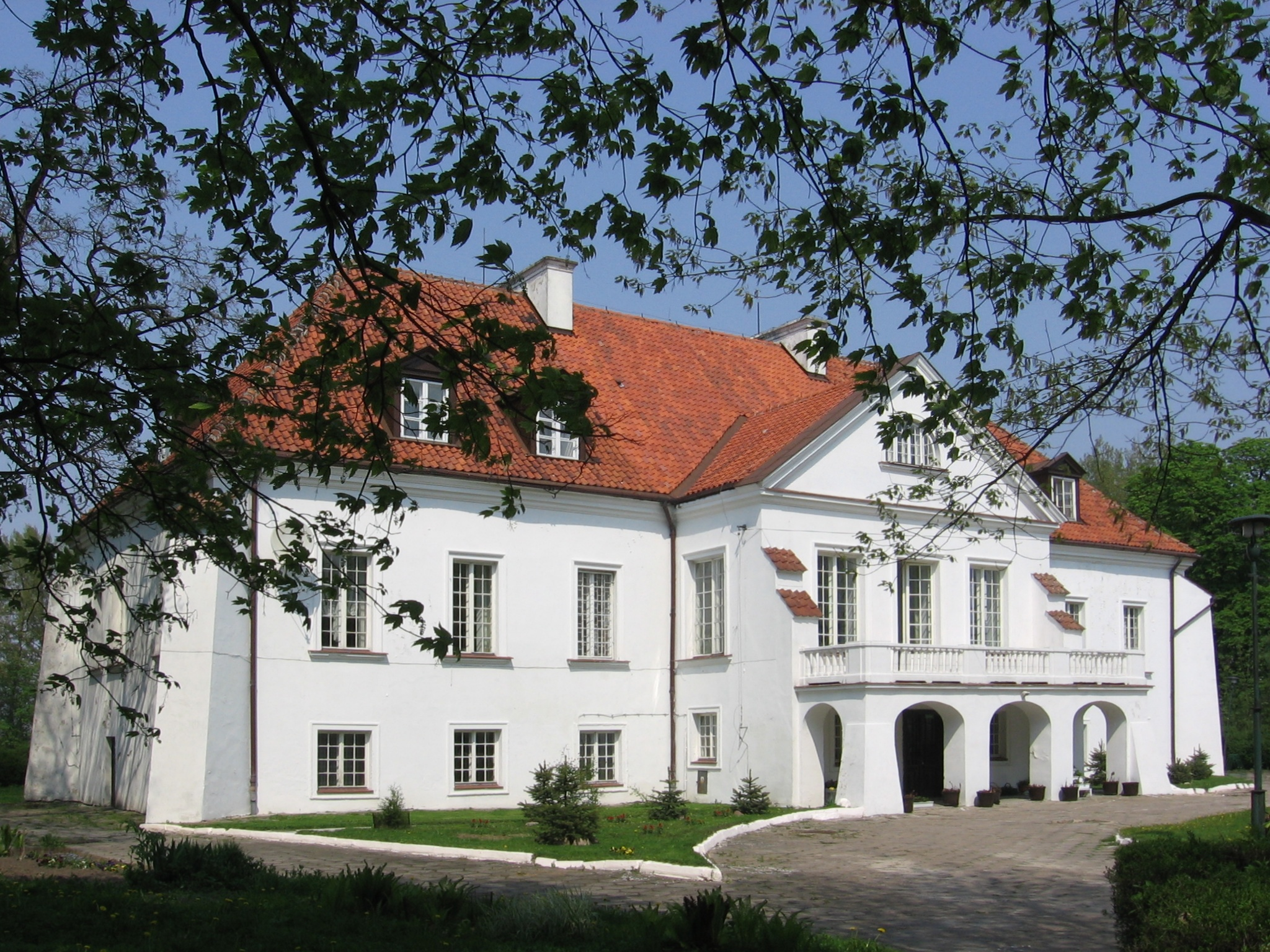
Herrenhaus in Kalinowa

Die erste Erwähnung des Dorfes findet sich in schriftlichen Quellen von 1370  als Arkembold heres de Kalinowa. Es ist der Stammsitz des Adelsgeschlechts Zaremb, mit dem sich große Sieradzer und Kaliszer Woiwoden herleiten ließen genauso wie Sieradzer Burgvogts,
Wieluńer und Grabówer Starosten. Sie waren die Besitzer eines großen Anwesens im Zentrum von Kalinowa, zu denen auch 15 Dörfer im Sieradzer Umkreis und mindestens genauso viele um Kalisz herum gehörten.

### Das Herrenhaus
Zu Beginn des 17. Jahrhunderts wurde Kalinowa Eigentum von Wojciech Jan Łubieński († 1653), der hier im Dorf höchstwahrscheinlich vor 1652 das barocke Herrenhaus bauen ließ; ein mehrstöckiges Gebäude mit niedriger Parterre, Risaliten und Arkaden, von der Vorderseite schön abgestuft. Der letzte Besitzer aus dem Adelsgeschlecht Łubieński war Feliks Łubieński (1758–1848), der im Jahre 1797 seinen Wohnsitz nach Guzów verlegte. Aus einem „Tagebuch der Łubieńskis“ und den Beständen der Briefkorrespondenzen seines Sohnes, General Tomasz Łubieński (1784–1870) wissen wir einiges über die Familie insgesamt. In Kalinowa wurde Władysław Aleksander Łubieński polnischer Primas, der Stanisław August Poniatowski zum König von Polen krönte.
Ab 1797 war Kalinowa im Besitz der Murzynowskis. Ihr Herrenhaus, 1865 als Vorbild für das Straszny Dwór (verwunschene Schloss) in Stanisław Moniuszkos gleichnamiger Oper gewählt, ist dank des patriotischen Gehalts dieses Werks bis heute in Polen Inbegriff des Gespensterschlosses. Im Jahr 1916 ließen die Murzynskis grundlegende Restaurierungsarbeiten und umfangreiche Umbauten am Herrenhaus vornehmen.
Nach der ersten Abschaffung des polnischen Adels 1921 bzw. nach der zweiten Abschaffung 1945 beließ man ihm seine Herrenhäuser (die sie allerdings mit vielen anderen vom Wohnungsamt angewiesenen Mietern teilen mussten) und Restgüter bis ca. 1947. Danach wurden sie durch die Kommunisten enteignet. In den Jahren 1949–60 wurde das Herrenhaus als Schulgebäude genutzt, danach von der Stacja Hodowli Roślin als Zuchtpflanzenstation für die landwirtschaftliche Produktion. Am 1. Juli 1993 endete der Mietvertrag mit der Agencja Nieruchomości Rolnych (ANR) (Agentur landwirtschaftlicher Immobilien) und das Herrenhaus lag zehn Jahre lang brach. Am 14. Januar 2003 erneuerte man den Mietvertrag mit landwirtschaftlichen Produktionsfirmen bis 2023. Anteile wurden 2010 zum Preis 8.728.500 PLN an AGROSAD verkauft.
Vom ursprünglichen Straszny dwór ist bis auf die Außenansicht nur das historische Gewölbe im Keller erhalten. Die Treppe aus Eichenholz im unteren Lobbybereich wurde bei Renovierungsarbeiten zerstört. Der hinter dem Herrenhaus einst als Englischer Landschaftsgarten angelegte Park ist verwahrlost, in ihm ein Teich mit einer Insel abgedeckter Relikte der ehemaligen Ritterfestung der Zarembs (wahrscheinlich aus dem 15. Jahrhundert bis zur Erbauung des Murowaner Sitzes genutzt).

### Kath. Kirche der Hl. Maria Magdalena
Im Dorf befindet sich auch die gotische Kirche der Hl. Maria Magdalena (Kościół pw. św. Marii Magdaleny w Kalinowej), erbaut von Jan Zaremb von 1465 bis 1468, grundlegend restauriert Anfang des 19. Jahrhunderts. Sie birgt einen Hauptaltar im Rokokostil und einen Seitenaltar im klassizistischen Stil des 19. Jahrhunderts.